# Bernardino de Ribera
Bernardino de Ribera est un compositeur espagnol né à Xàtiva probablement en 1520 et décédé vers 1580 à Tolède.

## Biographie
Il est l’élève de son père, Pedro Ribera, maître de chapelle pendant de  nombreuses années de la collégiale de Játiva. 
Bernardino étudie la musique avec le successeur de son père, Jayme Lopez.
Bientôt, la famille déménage à Orihuela (Alicante), puis à Murcie où  Pedro a été certainement le maître de chapelle de la cathédrale en 1535.
Le 12 juin 1559, le chapitre de la cathédrale d'Ávila introduit Bernardino comme maître de chapelle  à la suite du décès de Gerónimo de Espinar.  Il y demeure jusqu’en 1570 pour être remplacé par Andrés Torrentes.  
Des recherches récentes démontrent  qu’il retourne vraisemblablement à ses racines pour occuper le poste de maître de chapelle à la cathédrale de Murcie de 1572 jusqu’en 1580.  
Son style semble avoir été influencé par Cristobal de Morales et par les musiciens du milieu du siècle en provenance des Pays-Bas  sous le règne de Charles Quint et Philippe II pour leur Capilla flamenca (chapelle flamande).  En général, de Ribera évoque la musique de Nicolas Gombert et de sa génération comme Cristobal de Morales (pour rester en terres hispaniques).
Ribera est un lien entre l’ère des émulateurs Josquin des Prés et celle du compositeur le plus populaire de l’Espagne, Francisco Guerrero  vers  la fin des années 1500. À noter qu’il a eu parmi ses élèves Tomás Luis de Victoria.

## Discographie
- Magnificat et motets - Ensemble De profundis, dir. David Skinner (14-17 mai 2014, SACD Hyperion CDA68141D) (OCLC 954753615).